# عنکبوت‌های ویولن‌زن دروغین
عنکبوت‌های ویولن‌زن دروغین (نام علمی: Drymusa) نام یک سرده از تیره عنکبوت‌های لاشبرگ‌نشین است.